# پیتر فیتزجرالد

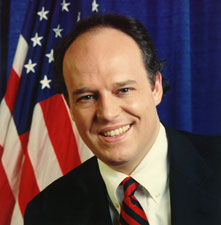
نگاره‌ٔ پیتر فیتزجرالد، سیاست‌مدار اهل آمریکا

پیتر فیتزجرالد (به انگلیسی: Peter Fitzgerald) سناتور سابق عضو حزب جمهوری‌خواه ایالات متحده آمریکا بود. او در سال ۱۹۹۹ تا ۲۰۰۵ میلادی سناتور ایالت ایلی‌نوی در سنای ایالات متحده آمریکا بود.